# Шитте, Людвиг
Людвиг Шитте, правильнее Скютте (дат. Ludvig Schytte; 28 апреля 1848, Орхус — 10 ноября 1909, Берлин) — датский композитор и пианист.
Получил профессиональное образование как фармацевт и лишь в возрасте 22 лет решил посвятить себя музыке. Учился в Копенгагене у Антона Реэ, Нильса Гаде и Эдмунда Нойперта, с 1884 года занимался в Веймаре под руководством Ференца Листа. В 1886—1907 годах жил и работал в Вене, преподавал в том числе в Клавирной школе Горака. Последние два года жизни провёл в Берлине, преподавал в Консерватории Штерна.
Среди сочинений Шитте — оперы «Геро» (1898, Копенгаген), «Мамелюк» (1903, Вена) и «Студент из Саламанки» (1909, Вена), балеты, оперетты, пользовавшийся определённой известностью фортепианный концерт Op. 28 (1885; записан Олегом Маршевым), другие фортепианные пьесы, ансамблевые произведения и песни. Наибольшей популярностью, однако, пользовались лёгкие пьесы Шитте, широко использовавшиеся в репертуаре музыкальных школ. В 1890 году опубликовал сборник упражнений «Школа высшего фортепианного мастерства» (нем. Schule des höheren Klavierspiels), составленный в соавторстве с Морицем Розенталем.